# Wilson-víztaposó

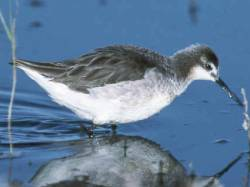

A Wilson-víztaposó (Phalaropus tricolor) a madarak osztályának lilealakúak (Charadriiformes) rendjébe, ezen belül a szalonkafélék (Scolopacidae) családjába tartozó Steganopus egyetlen faja.
Nevét Alexander Wilson amerikai ornitológusról kapta.

## Rendszertan
Besorolása vitatott, egyes szerzők a Steganopus nembe sorolják Steganopus tricolor néven.

## Elterjedése
Észak-Amerikában Kanada és az Amerikai Egyesült Államok nyugati részén honos. Telelni délre vonul. Kóborló példányai eljutnak Dél-Amerikába és Európába is.

## Megjelenése
Átlagos testhossza 23 centiméter.

## Életmódja
Tengervízben vagy kontinentális sós tavakban táplálkozik. Rákokat, rovarokat és férgeket fogyaszt.

## Kárpát-medencei előfordulása
Magyarországon alig néhány alkalommal figyelték meg. Első bizonyított hazai előfordulása: 2005. október 21-22., Balatonszentgyörgy, ahol egy fiatal példányát észlelték. Azóta megfigyelték már hazánkban kifejlett, nászruhás egyedét is, a tojó példányt 2007. április és május folyamán több alkalommal, Pusztaszer, Kaba és Szabadszállás területén is észlelték.